# Jill Latiano
Jill Latiano, née le 17 septembre 1981 à New York, est une mannequin et actrice américaine.

## Carrière
Elle commence sa carrière en 1999 en tant que danseuse pour les Knicks de New York.
De 2003 à 2005, elle tourne dans la série de NYCTV Fashion in Focus. Elle joue dans un épisode de Sex and the City en 2004, puis dans Rescue Me, Les Experts - Manhattan, Ugly Betty, Drake et Josh, Moonlight, Community. Elle apparaît dans les films Big Movie (2007), Lower Learning (2008), Fired Up (2009) et le thriller psychologique Kalamity (2010).

## Vie privée
Jill Latiano épouse Glenn Howerton le 8 septembre 2009. Leur premier enfant naît le 12 septembre 2011. Leur second enfant naît en août 2014.

## Filmographie
| Année     | Titre                                 | Rôle                | Remarques                                                |
| --------- | ------------------------------------- | ------------------- | -------------------------------------------------------- |
| 2003–2005 | Fashion in Focus                      | Elle-même           | Invitée spéciale                                         |
| 2004      | Sex and the City                      | Fille de la soirée  | Épisode : Let There Be Light                             |
| 2004      | Rescue Me : Les Héros du 11 septembre | Geneva              | Épisodes : DNA et Butterfly                              |
| 2006      | Out of Practice                       | Wendy               | Épisode: Breaking Up Is Hard to Do. And Do. And…         |
| 2006      | Heist (en)                            | Tiffany             | Épisode : Bury the Lead                                  |
| 2006      | Les Experts : Manhattan               | Mandi Foster        | Épisode : Open and Shut (Publicité macabre)              |
| 2006–2007 | Ugly Betty                            | Figurante           | Épisodes : Queens for a Day, Swag et Brothers            |
| 2007      | The Virgin of Akron, Ohio             | Raleigh             |                                                          |
| 2007      | Big Movie                             | Fille qui chante    | Cinéma                                                   |
| 2007      | Drake & Josh                          | Diana Vosh          | Épisode : Megan's Revenge                                |
| 2007      | Dirty Sexy Money                      | Bridget             | Épisode : The Bridge                                     |
| 2008      | Moonlight                             | The Cleaner         | Épisode : The Mortal Cure                                |
| 2008      | Lower Learning                        | Infirmière Gretchen | Cinéma                                                   |
| 2009      | Fired Up                              | Haley               | Cinéma                                                   |
| 2009      | Roommates                             | Jackie              | Épisodes : The Trash 'N Treasures et The Old and the New |
| 2009      | Philadelphia                          | Caylee              | Épisode : The D.E.N.N.I.S. System                        |
| 2010      | Community                             | Courtney            | Épisode : Physical Education                             |
| 2010      | Kalamity                              | Simge               | Cinéma                                                   |
| 2011      | The Chicago Code                      | Natalie             | Épisode : O'Leary's Cow                                  |
| 2014      | Legit                                 | Katie Knox          | Rôle récurrent dans la saison 2                          |